# Huelga de La Canadiense
Der Vaga de la Canadenca (katalanisch Vaga de la Canadenca, spanisch Huelga de la Canadiense) war ein Generalstreik in Katalonien, der sich 1919 aus einem Streik in dem Energieunternehmen Riegos y fuerzas del Ebro in Barcelona entwickelte. Dieses gehörte zu dem Konzern Barcelona Traction, Light and Power Company, limited, der umgangssprachlich als La Canadiense (dt.: Die Kanadische) bekannt war. Der Name ging auf die Hauptaktionärin des Konzerns, die Canadian Bank of Commerce of Toronto, zurück.
Der Arbeitskampf begann am 5. Februar in Barcelona und dauerte 44 Tage, in denen er sich zu einem Generalstreik ausweitete, der die Infrastruktur Barcelonas sowie 70 % der katalanischen Industrie paralysierte. Die Resultate des Streiks stellen einen der größten Erfolge in der Geschichte der Gewerkschaftskonföderation Confederación Nacional del Trabajo (CNT) sowie der spanischen Arbeiterbewegung im Allgemeinen dar. Durchgesetzt wurden Lohnerhöhungen, die Wiedereinstellung von entlassenen Arbeitern, die Freilassung von Tausenden während des Arbeitskampfes inhaftierten Arbeitern und vor allem die Einführung des Achtstundentages in ganz Spanien.

## Verlauf des Streiks

### Ausgangslage
In Katalonien, einem der industriellen Zentren Spaniens, erlebte der Anarchosyndikalismus nach dem Ende des Ersten Weltkrieges einen Aufschwung. Allein der katalanischen Regionalföderation der CNT hatten sich 1919 um die 400.000 Arbeiterinnen und Arbeiter angeschlossen. Insbesondere in Barcelona war die CNT ein bedeutender Machtfaktor. Dem Streik voraus gingen Umstrukturierungen innerhalb der katalanischen CNT, welche 1918 auf einem Kongress in Sants-Montjuïc beschloss, Einheitsgewerkschaften einzurichten, die alle Berufe in einem Betrieb und einer Branche zusammen fassten. Diese Industriegewerkschaften lösten die zuvor üblichen Berufsgewerkschaften ab.

### Beginn des Streiks
Der Arbeitskampf begann als Solidaritätsstreik mit acht entlassenen Arbeitern der Buchhaltung von Riegos y fuerzas del Ebro und hatte deren Wiedereinstellung zum Ziel. Die Firma senkte die Löhne der Arbeiter im Zuge von Entfristungen der Arbeitsverträge. Einige der betroffenen Arbeiter protestierten gegen die Lohnsenkungen und verlangten gleichen Lohn für gleiche Arbeit. Währenddessen bemühten sie sich darum, die Branchengewerkschaft der CNT im Betrieb zu verankern. Der Firmenbesitzer Fraser Lawton ließ sie kündigen. Am 5. Februar trat ein Großteil der Arbeiter der Buchhaltung in den Streik und forderte die Wiedereinstellung der entlassenen Kollegen. Lawton ließ die Streikenden durch die Polizei räumen. Daraufhin traten am 8. Februar weitere Abteilungen der Firma in den Streik.
Die Nachrichten über den sich zuspitzenden Arbeitskampf bei Riegos y fuerzas del Ebro erweckten Aufmerksamkeit in der katalanischen Arbeiterklasse, da der Streitpunkt in diesem Konflikt nicht nur die geplanten Lohnsenkungen waren, sondern darüber hinaus generell das Recht sich in Gewerkschaften zu organisieren in Frage stand. Aus diesem Grund trat auch die Belegschaft des Energieunternehmens Energía Eléctrica de Cataluña in den Streik. Die Streikenden der Canadiense veröffentlichten währenddessen folgende Forderungen: Wiedereinstellung aller Entlassenen, Entlassung von Streikbrechern, Lohnerhöhungen und keinerlei weiteren Repressalien der Geschäftsführung gegen die Streikenden. Die Geschäftsführung von Riegos y fuerzas del Ebro entgegnete dem mit einer öffentlichen Erklärung, in der sie der CNT vorwarf, den Konflikt für politischen Zwecke zu missbrauchen.
Am 17. Februar begann ein Streik in der katalanischen Textilbranche. Die dortigen CNT-Gewerkschaften forderten die Einführung des Achtstundentages, halbtags frei an Samstagen, Anerkennung der Gewerkschaft, Abschaffung der Akkordarbeit, volle Auszahlung des Wochenlohns bei Ausfällen nach Unfällen und Verbot der Kinderarbeit.

### Generalstreik in Barcelona
Am 21. Februar schlossen sich Arbeiter aller Stromproduzenten Kataloniens dem Streik an. 70 % der katalanischen Industrie waren ab diesem Zeitpunkt lahmgelegt. Auch der Öffentliche Nahverkehr musste seinen Betrieb einstellen. Am 27. Februar schlossen sich auch die Arbeiter der Gas- und Wasserversorger dem Streik an. Am selben Tag kündigte der Ministerpräsident der spanischen Zentralregierung Álvaro Figueroa Torres seinen Rücktritt für den Zeitpunkt an, wenn die Ordnung wiederhergestellt sei.
Am 9. März veröffentlichte die Regierung einen Erlass, demzufolge die Arbeiter aller im Streik befindlichen Unternehmen zum Militär einberufen würden. Bei Nichtbeachtung der Einberufung wurde eine Gefängnisstrafe von vier Jahren in Aussicht gestellt. Die Veröffentlichung des Erlasses wurde durch die sogenannte censura roja (dt.: Rote Zensur) behindert: Die in der Mediengewerkschaft der CNT organisierten Arbeiter boykottierten den Druck von Veröffentlichungen, die den Interessen der Arbeiterklasse widersprachen. Die Mehrheit der Streikenden kam dem Einberufungsbefehl nicht nach, woraufhin es zu Massenverhaftungen kam. Allein im Castell de Montjuïc wurden fast 3.000 Gefangene festgesetzt. Am 7. März traten auch die Eisenbahner in den Streik.
Der CNT gelang es über die gesamte Streikdauer, Geldsammlungen durchzuführen und die Unterstützungszahlungen für die Streikenden und ihre Familien aufrechtzuerhalten. In ganz Spanien bildete sich zudem eine Solidaritätsbewegung, die den Streikenden ebenfalls Unterstützung in Form von Geld- und Lebensmittelspenden zukommen ließ.

### Das Streik-Ende
Am 13. März verhängte die Regierung spanienweit den Ausnahmezustand. Diese Maßnahme hatte zum Ziel, das Übergreifen des Streiks auf weitere Regionen, in denen die CNT Einfluss besaß, wie die Valencianische Gemeinschaft, Andalusien und Aragon, ebenso zu unterbinden wie einen Streikeintritt der Unión General de Trabajadores (UGT) und somit eine weitergehende revolutionäre Dynamik. Zeitgleich suchte die Regierung den Dialog mit dem Streikkomitee in Barcelona, dem unter anderem Ángel Pestaña angehörte. Zwischen dem 15. und 17. März fanden Verhandlungen zwischen den Konfliktparteien statt. Man einigte sich auf folgende Punkte: Beendigung des Streiks, Anerkennung der Gewerkschaften, Immunität für das Streikkomitee und die Gewerkschaftssekretäre, Freilassung aller Gefangenen, Wiedereinstellung aller Streikenden ohne Repressalien, allgemeine Lohnerhöhungen, die Auszahlung des halben Monatslohns für den Streikmonat und die Einführung des Achtstundentags per Regierungsdekret.
Auf einer von der CNT organisierten Versammlung in der Stierkampfarena Las Arenas, an der um die 20.000 Gewerkschaftsmitglieder teilnahmen, sprachen sich unter anderem Ángel Pestaña und Salvador Seguí für das Abkommen aus. Ihr Antrag wurde durch die Versammlung angenommen, jedoch befanden sich fünf Arbeiter nach wie vor in Haft. Die Versammlung beschloss, der Regierung eine Frist von drei Tagen für die Freilassung der Gefangenen zu setzen. Am 20. März wurde die Arbeit wieder aufgenommen.

## Nachwirkungen
Während des huelga de La Canadiense erwies sich die Einrichtung von Branchengewerkschaften durch die CNT als eine effektive Maßnahme in den Klassenauseinandersetzungen. Der Staat und die Unternehmer begannen jedoch bereits im Laufe des Konfliktes damit, sich auf die gestiegene Kampfkraft der Gewerkschaften einzustellen.
Auch nach der Beendigung des Streiks blieben die fünf Arbeiter in Haft. Daraufhin wurde am 23. März erneut zum Streik aufgerufen. Am 24. März besetzte das Militär Barcelona und begann damit, die Einwohner zu registrieren. Erneut kam es zu Massenverhaftungen. Am 14. April musste dieser Streik erfolglos abgebrochen werden.
Im März 1919 gründete sich der spanische Unternehmerverband Federación Patronal Española. Am 1. Dezember begann der katalanische Regionalverband mit einer Aussperrung, die 150.000 Arbeiter und ihre Familien traf. Gefordert wurde die Abgabe der CNT-Mitgliedsausweise. Dieser Arbeitskampf der Unternehmer wurde am 26. Januar 1920 erfolglos abgebrochen.
In den folgenden Jahren wurden tausende Gewerkschaftsaktivisten durch sogenannte Pistoleros ermordet. Dabei handelte es sich um Todesschwadronen, die durch die Unternehmerverbände bezahlt und durch Teile der politischen Klasse gedeckt wurden. Anarchistische Gruppen, wie Los Solidarios, verübten ihrerseits Anschläge auf Repräsentanten des Staates, der Kirche und der wirtschaftlichen Eliten.